# Полска космическа агенция
Полската космическа агенция (на полски: Polska Agencja Kosmiczna/PAK; на английски: Polish Space Agency/POLSA) е полска институция, създадена за да подкрепя изграждането на космическа индустрия в страната. Една от основните цели на програмата ѝ е да се подобри отбранителния потенциал на Полша на базата на сателитните системи. Създадена е на 26 септември 2014 година. Нейно седалище е Гданск.